# اونگر (ویرجینیای غربی)
اونگر (به انگلیسی: Unger) یک منطقهٔ مسکونی در ایالات متحده آمریکا است که در شهرستان مورگان، ویرجینیای غربی واقع شده‌است.